# Saint-Christol, Vaucluse
Saint-Christol är en kommun i departementet Vaucluse i regionen Provence-Alpes-Côte d'Azur i sydöstra Frankrike. Kommunen ligger i kantonen Sault som tillhör arrondissementet Carpentras. År 2022 hade Saint-Christol 1 416 invånare.

## Befolkningsutveckling
Antalet invånare i kommunen Saint-Christol
| Referens: INSEE |